# 모라비안 대학교
모라비안 대학교(Moravian University)는 미국 펜실베이니아주 베슬리헴에 위치한 사립 대학이다. 이 기관은 1742년 요한 아모스 코메니우스 밑의 보헤미아 종교개혁의 추종자들의 자손인 모라비아 형제회 일원들에 의한 설립으로 거슬러 올라간다. 1742년에 설립된 모라비안 대학교는 미국에서 6번째로 오래된 칼리지이다.